# Ali Muhammad Mujawar
Ali Muhammad Mujawar (1953) fue el primer ministro de Yemen desde el 7 de abril de 2007 hasta el 7 de diciembre de 2011. Antes de ocupar este cargo fue ministro de electricidad. Fue nombrado por el presidente del país, Ali Abdullah Saleh, tras la dimisión de Abdul-Kader Bajammal. Fue sucedido en el cargo por Mohammed Basindawa.
| Predecesor: Abdul-Kader Bajammal | Primer ministro de Yemen 2007-2011 | Sucesor: Mohammed Basindawa |

- Datos: Q362268